# Patrick Faijdherbe
Patrick Faijdherbe (25 mei 1973) is een ex-basketballer en huidig coach. Hij was van 2015 tot 2020 de hoofdcoach van Apollo Amsterdam.

## Spelersloopbaan
Faijdherbe kende een lange spelersloopbaan, waarin hij in Nederland voor onder andere Donar, Nijmegen en Amsterdam speelde. In zijn eerste seizoen met Donar werd Faijdherbe verkozen tot Rookie of the Year.

## Coach
In 2015 werd Faijdherbe aangesteld als hoofdcoach van het DBL-team BC Apollo Amsterdam, waar hij eerder al assistent was.